# Stazione di Shibuya
La stazione di Shibuya (渋谷駅?, Shibuya-eki) è una grande stazione ferroviaria di Tokyo che si trova a Shibuya, ed è la terza della capitale giapponese per numero di passeggeri annui, soprattutto pendolari, (dopo la stazione di Shinjuku e quella di Ikebukuro) con una media di circa 2,4 milioni di utenti giornalieri.

## Storia
La stazione aprì i battenti il 1º marzo 1885, all'epoca era una fermata della linea Shinagawa  (predecessore della linea Yamanote). In seguito la stazione fu ampliata per l'utilizzo da parte della Ferrovia Tamagawa (1907-1969). Negli anni seguenti si sono unite anche altre linee ferroviarie e metropolitane che ora raggiungono la stazione. Nel 1946 di fronte alla stazione avvenne l'incidente Shibuya, una rissa che coinvolse centinaia di persone.

## Linee

### Treni
JR East
 Linea Yamanote
 Linea Saikyō
 Linea Shōnan-Shinjuku
 Keiō Corporation
● Linea Keiō Inokashira
 Tōkyū Corporation
 Linea Tōkyū Den-en-toshi
 Linea Tōkyū Tōyoko

### Metropolitana
Tokyo Metro
 Linea Ginza
 Linea Hanzōmon
 Linea Fukutoshin

## Struttura

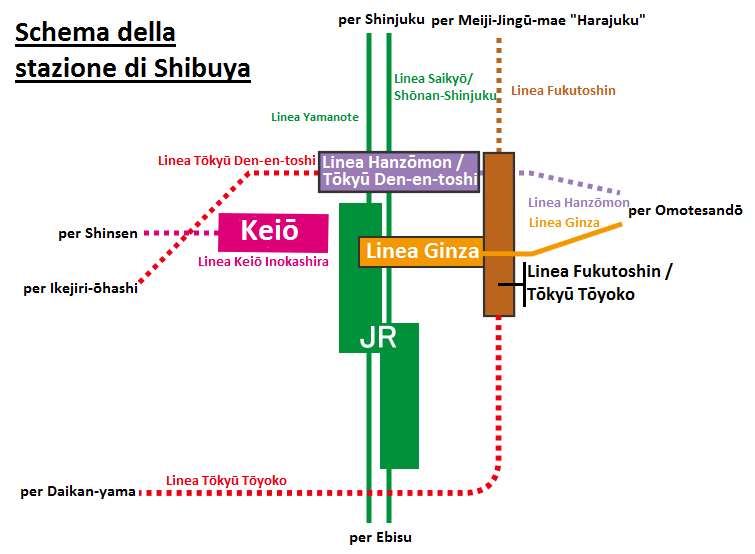
Schema generale della stazione

L'edificio principale della stazione è occupato dai grandi magazzini del Gruppo Tōkyū. La linea Ginza della metropolitana di Tokyo utilizza il terzo piano dell'edificio, le linee JR e la linea Tōkyū Tōyoko impiegano sezioni parallele al secondo piano, mentre le linee Hanzōmon e Den-en-toshi condividono i binari sotterranei. Per finire, la linea Keiō Inokashira  sfrutta i binari al secondo piano dell'edificio Shibuya Mark City, situato a ovest dell'edificio principale, e la linea Fukutoshin, aperta nel 2008, occupa il quinto piano sotterraneo sotto Meiji-dōri, la principale strada che passa di fronte alla stazione. A partire dal 16 marzo 2013 i binari della linea Tōyoko sono inoltre stati integrati con la stazione della linea Fukutoshin sottoterra.
Il 17 novembre 2008 venne posto un murale a opera dell'artista Tarō Okamoto chiamato "The Myth of Tomorrow", in cui è presente una figura umana colpita da una bomba atomica, ed è possibile anche oggi vederlo nel passaggio di collegamento fra la stazione Keiō e l'edificio a est.

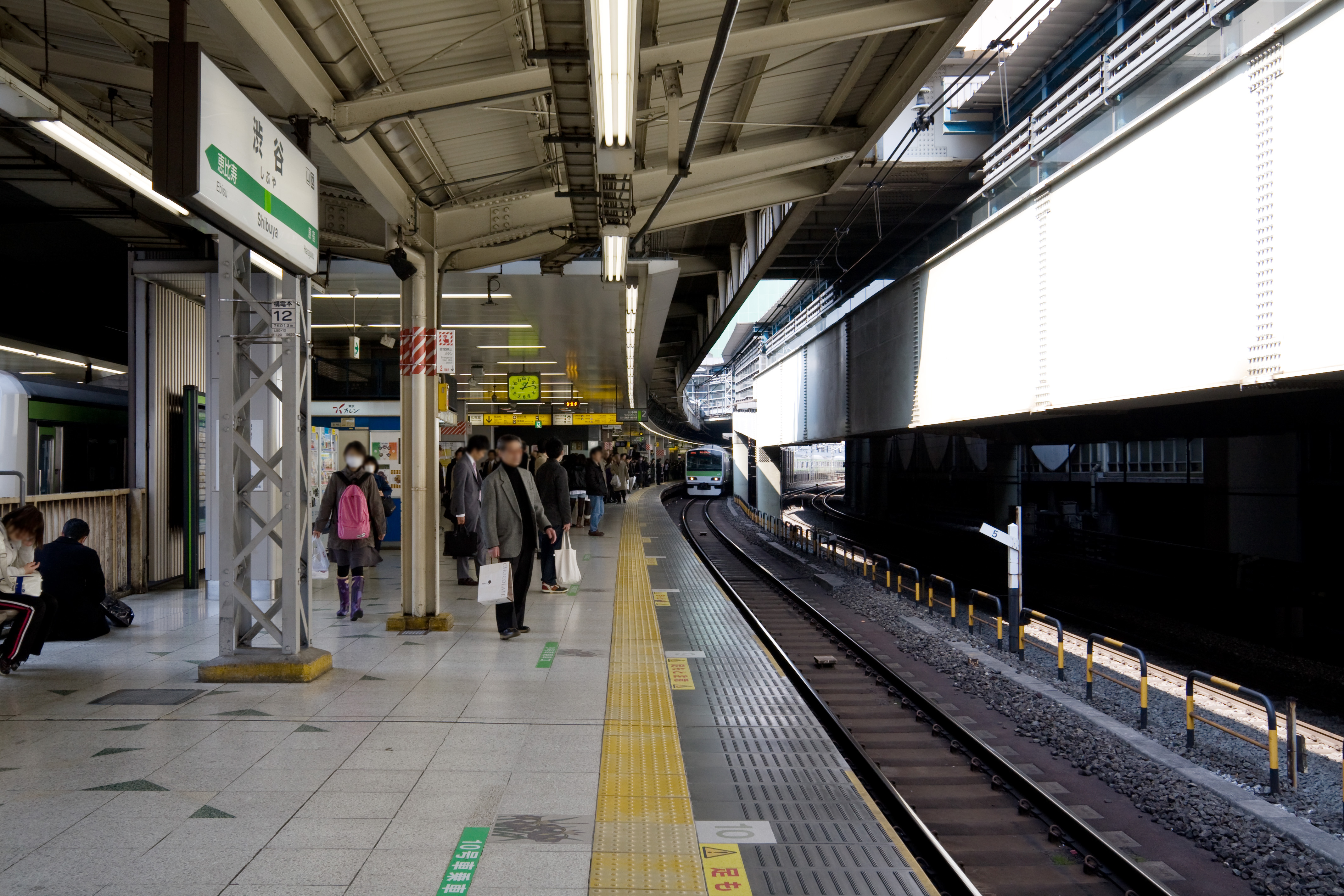
Binari della linea Yamanote della JR

### Stazione JR East
La stazione JR è dotata di due marciapiedi laterali serventi due binari centrali per la linea Yamanote, mentre, per le linee Saikyō e Shōnan-Shinjuku è presente una banchina centrale con due binari separati a nord rispetto alla banchina della Yamanote. Le due sezioni sono collegate da un percorso meccanizzato. A partire dal marzo 2013 è previsto lo spostamento dei binari di queste ultime due linee al posto della stazione della linea Tōkyū Tōyoko che verrà spostata in sotterraneo.
| 1 | ■ Linea Yamanote                   |  | per Shinagawa e Tokyo                                                                                     |
| 2 | ■ Linea Yamanote                   |  | per Shinjuku, Ikebukuro e Ueno                                                                            |
| 3 | ■ Linea Saikyō                     |  | per Shunjuku, Akabane e Ōmiya                                                                             |
| 3 | ■ Shōnan-Shinjuku                  |  | per Shinjuku, Ōmiya e: - Kumagaya e Takasaki via linea Takasaki - Oyama e Utsunomiya via linea Utsunomiya |
| 4 | ■ Linea Saikyō e Rinkai            |  | per Ōsaki e Shin-Kiba                                                                                     |
| 4 | ■ Shōnan-Shinjuku                  |  | per Musashi-Kosugi, Yokohama e: - Odawara via linea principale Tōkaidō - Zushi via linea Yokosuka         |
| 4 | ■ Espresso Limitato Narita Express |  | per Narita Aeroporto                                                                                      |

#### Uscite

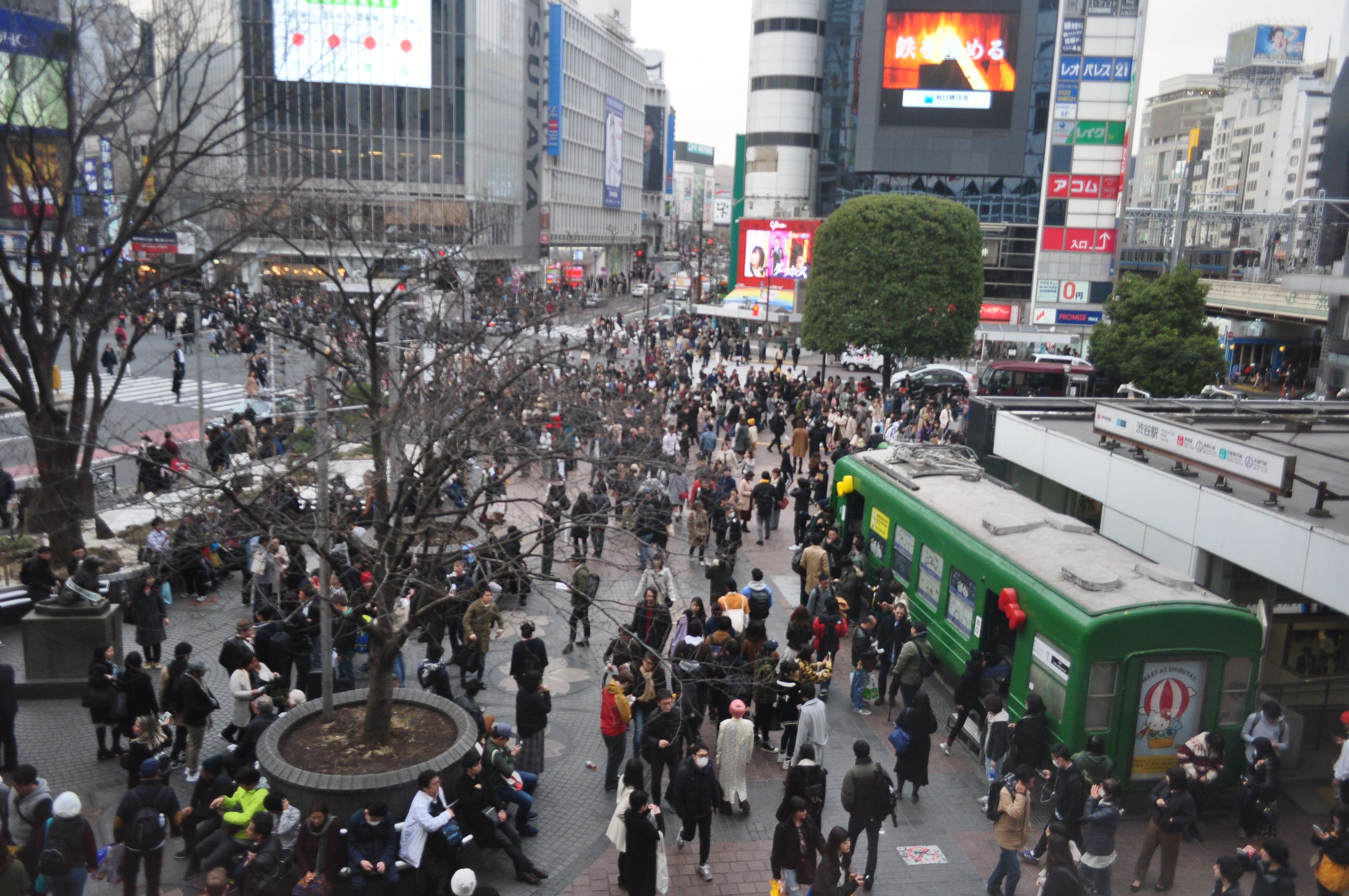
Uscita Hachikō(Statua in bronzo sinistro)

Sono presenti in totale 5 diverse uscite nella stazione.
Uscita Hachikō (ハチ公改札?, Hachikō kaisatsu)
sul lato occidentale, chiamata così per la vicina statua del celeberrimo cane Hachikō e il famoso incrocio affollato di Shibuya; questo la rende l'uscita preferita dalla gente che si dà appuntamento presso la stazione (in genere attorno alla statua di Hachikō).
Uscita Tamagawa (玉川改札?, Tamagawa kaisatsu)
si trova sempre a ovest rivolta verso l'edificio della linea Keiō Inokashira. Il nome deriva dalla ferrovia di Tamagawa, così chiamata fino al 1969.
Uscita centrale (中央改札?, Chūō kaisatsu)
si trova al centro dei binari della linea Yamanote e a circa 100 metri in direzione Shinjuku dalle linee Saikyō e Shōnan-Shinjuku, al terzo piano. Dispone di ascensori e scale mobili e subito usciti permette l'interscambio con la linea Ginza e la Keiō Inokashira.
Uscita sud (南改札?, Minami kaisatsu)
a sua volta permette di uscire sul lato est o ovest, e si trova al livello del terreno, direttamente sotto la linea Yamanote in direzione Ebisu (sud). Questo ingresso è privo di barriere architettoniche e inoltre dà accesso anche al terminal autobus est e ovest.
Nuova uscita sud (新南改札?, Shin-Minami kaisatsu)
questa uscita, la più recente ad essere realizzata, è la più vicina alle linee Saikyō e Shōnan-Shinjuku, e direttamente collegata con l'hotel Metz Shibuya.

### Stazione Tōkyū linea Den-en-toshi e linea Hanzōmon

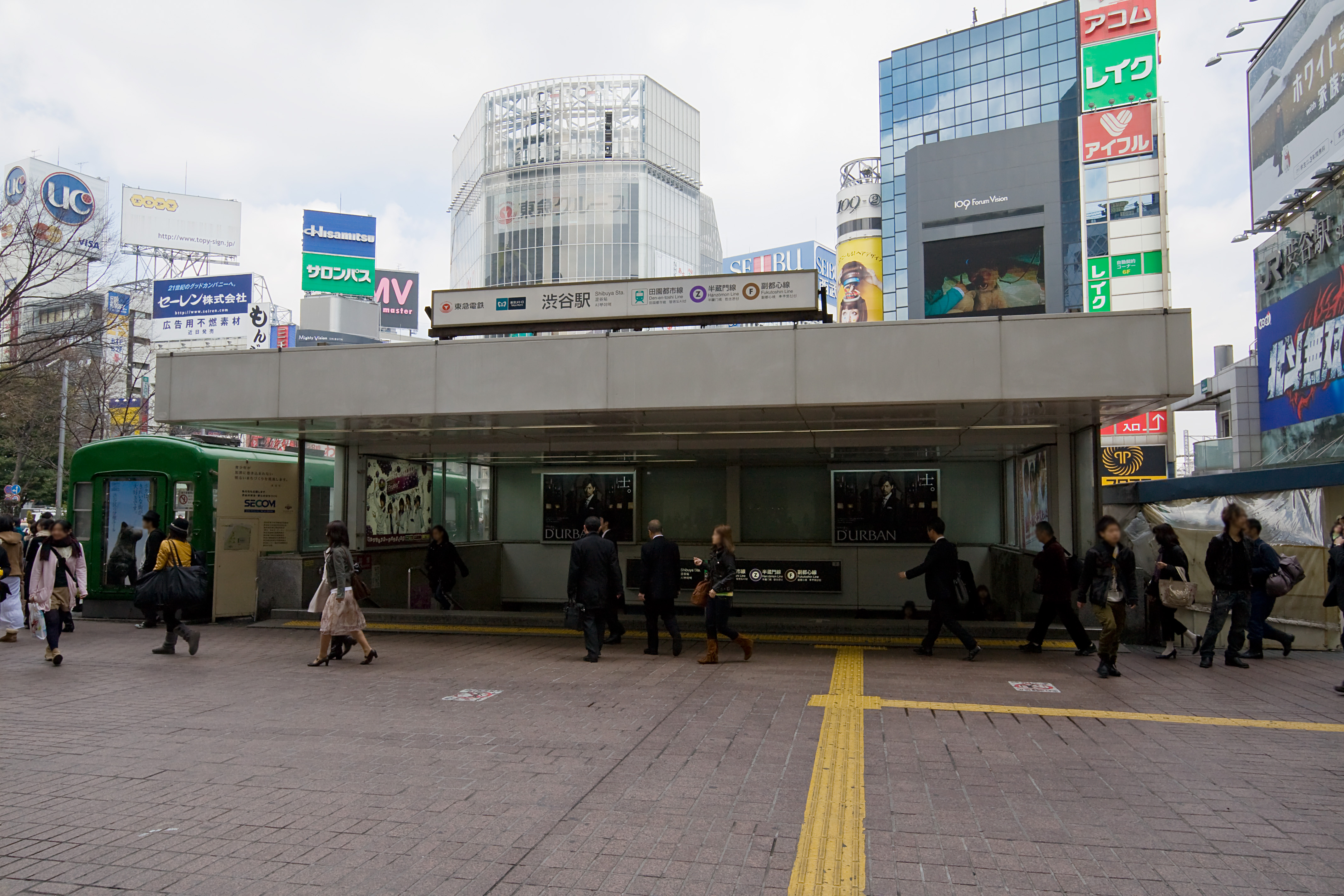
Ingresso alla stazione sotterranea della metropolitana

La linea Tōkyū Den-en-toshi e la linea Hanzōmon della metropolitana di Tokyo condividono la stessa stazione sotterranea per i servizi diretti, sita direttamente sotto l'incrocio di Shibuya. La stazione è dotata di due binari laterali con un marciapiedi centrale a isola.
| 1 | ■ Linea Tōkyū Den-en-toshi |  | per Futako-Tamagawa, Nagatsuta e Chūō-Rinkan                                                    |
| 2 | Linea Hanzōmon             |  | per Ōtemachi, Oshiage e, via linea Tōbu Isesaki, Kuki e, via linea Tōbu Nikkō, Minami-Kurihashi |

### Stazione Tōkyū linea Tōyoko e Tokyo Metro linea Fukutoshin

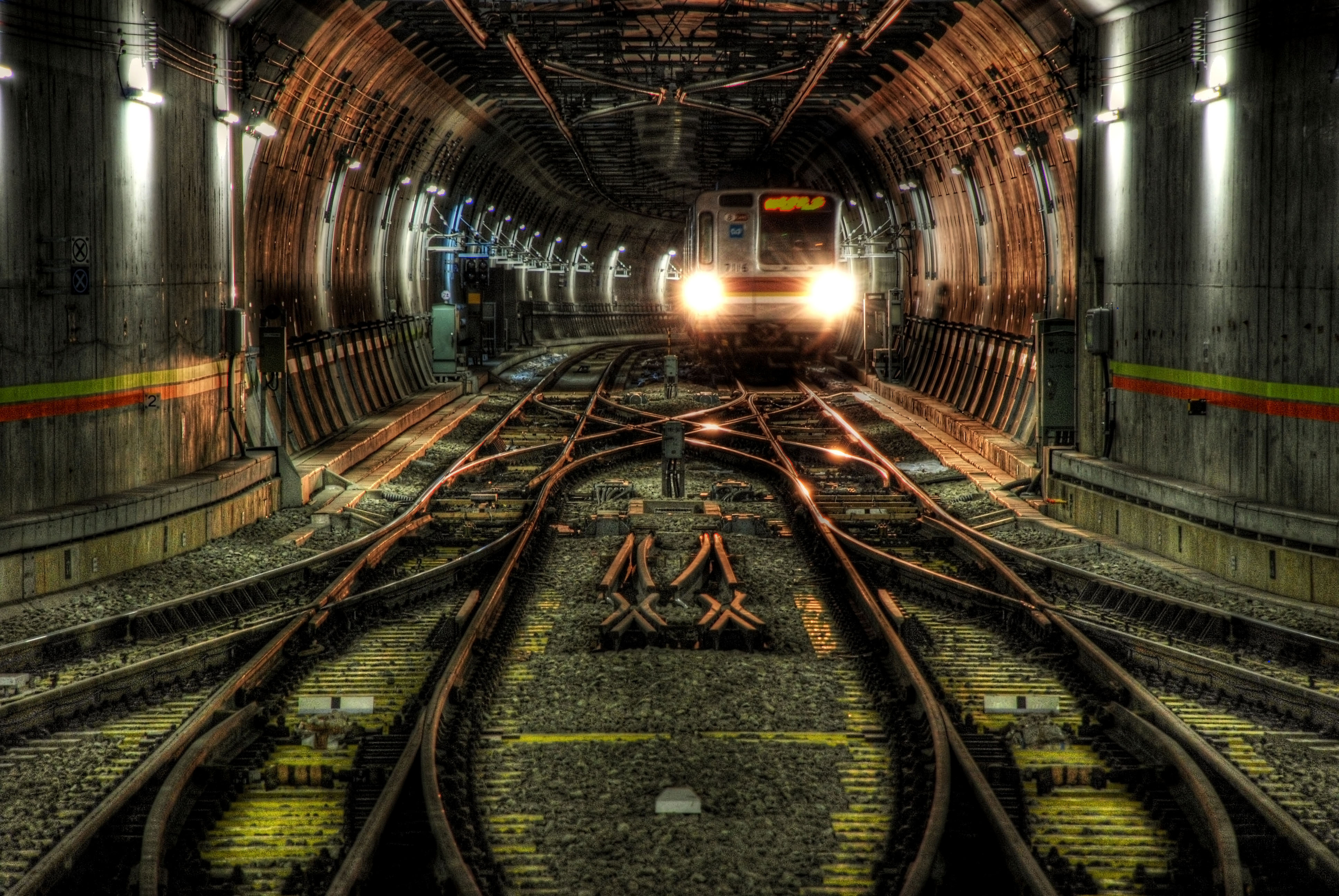
Treno in arrivo nella stazione sotterranea della linea Fukutoshin

La stazione della metropolitana sulla linea Fukutoshin è stata aperta nel 2008 ed è integrata dal 16 marzo 2013 con la linea Tōkyū Tōyoko. Dispone di 4 binari passanti con due marciapiedi centrali. Si tratta di una delle stazioni più profonde di Tokyo.
| 3-4 | ■ Linea Tōkyū Tōyoko | per Naka-Meguro, Jiyūgaoka, Yokohama e, via ■ linea Minatomirai, Motomachi-Chūkagai                              |
| 5-6 | Linea Fukutoshin     | per Shinjuku-sanchōme, Ikebukuro, Wakōshi e, via linea Tōbu Tōjō, Kawagoeshi e, via linea Seibu Ikebukuro, Hannō |

#### Stazione Tōkyū Tōyoko prima dello spostamento
La linea Tōkyū Tōyoko terminava fino al 15 marzo 2013 alla stazione di Shibuya, ed era costituita da una stazione di testa con binari sopraelevati. Erano presenti quattro marciapiedi con quattro binari tronchi. Dal 26 marzo al 6 maggio 2013 l'ormai ex stazione è stata luogo dell'evento "SHIBUYA ekiato" per ricordare la storica stazione. Sono in corso i lavori di smantellamento, e al suo posto saranno portati i binari delle linee Saikyō e Shōnan-Shinjuku, al momento separate di qualche centinaio di metri da quelli della Yamanote.

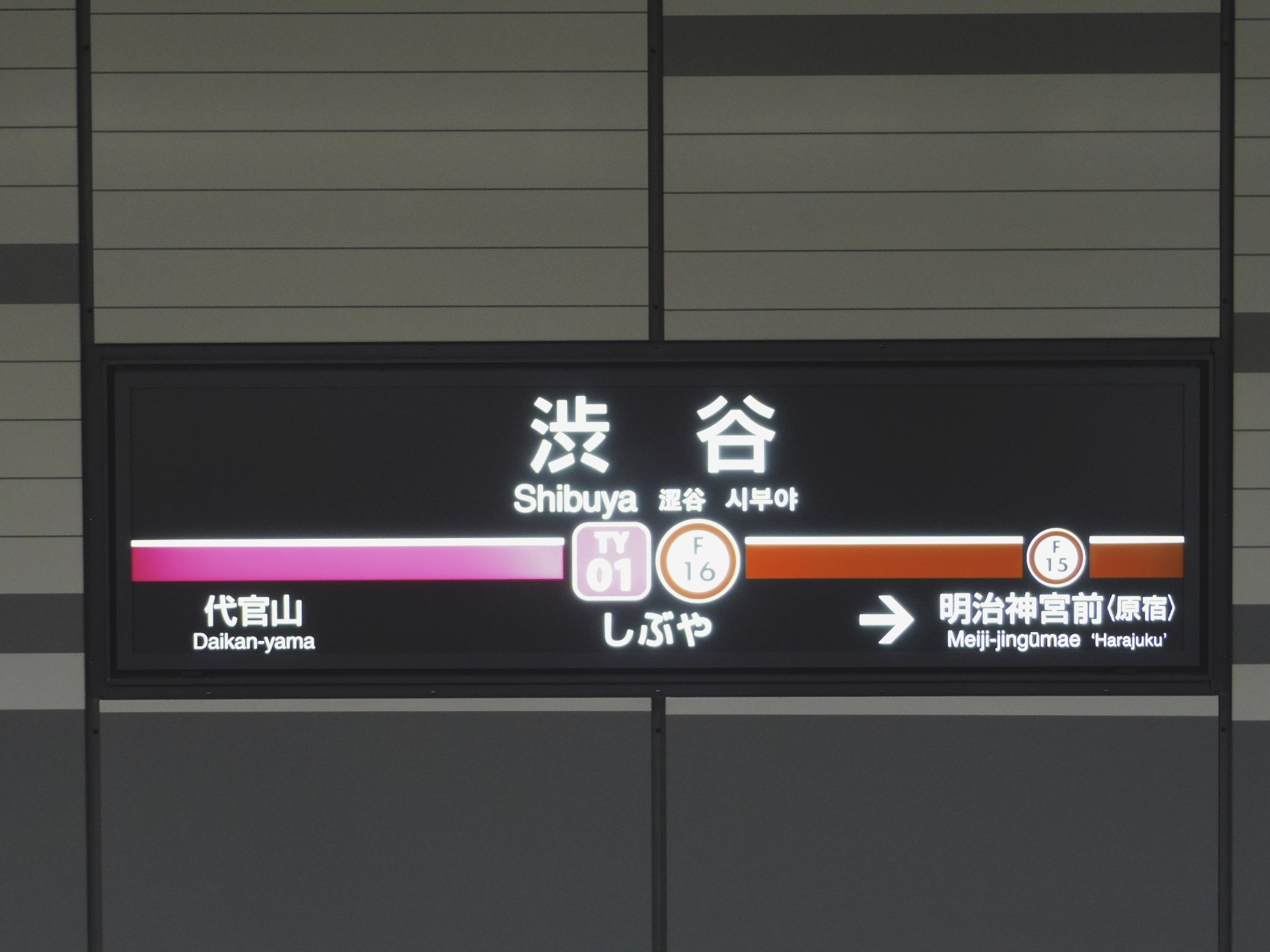
La tabella di stazione attuale, in stile Tōkyū. Notare i due colori diversi, che mettono in evidenza il fatto che presso questa stazione la gestione passa da Tokyo Metro a Tōkyū. (16 marzo 2013)
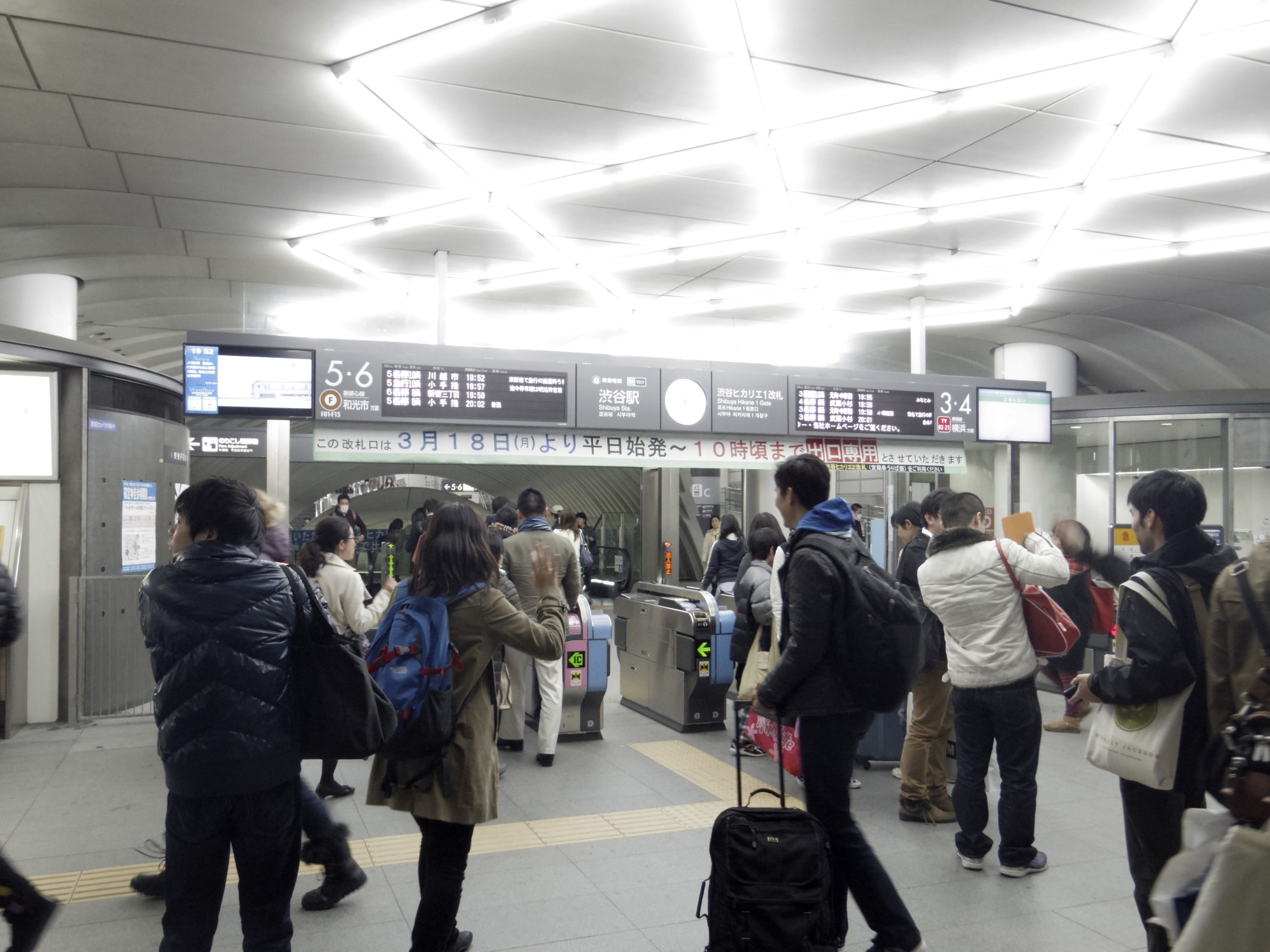
Ingresso Shibuya Hikarie al piano terra
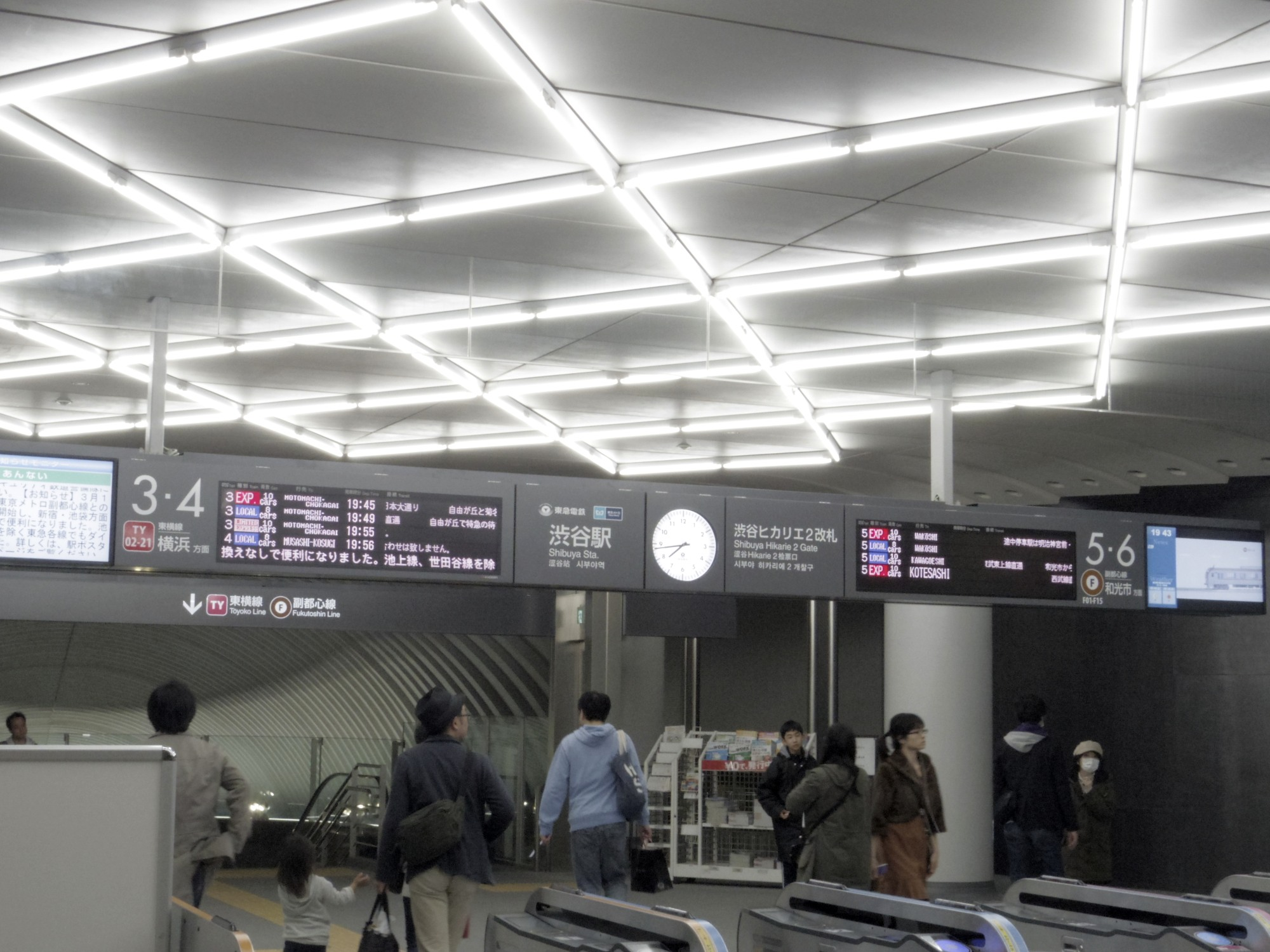
Ingresso Shibuya Hikarie al primo piano
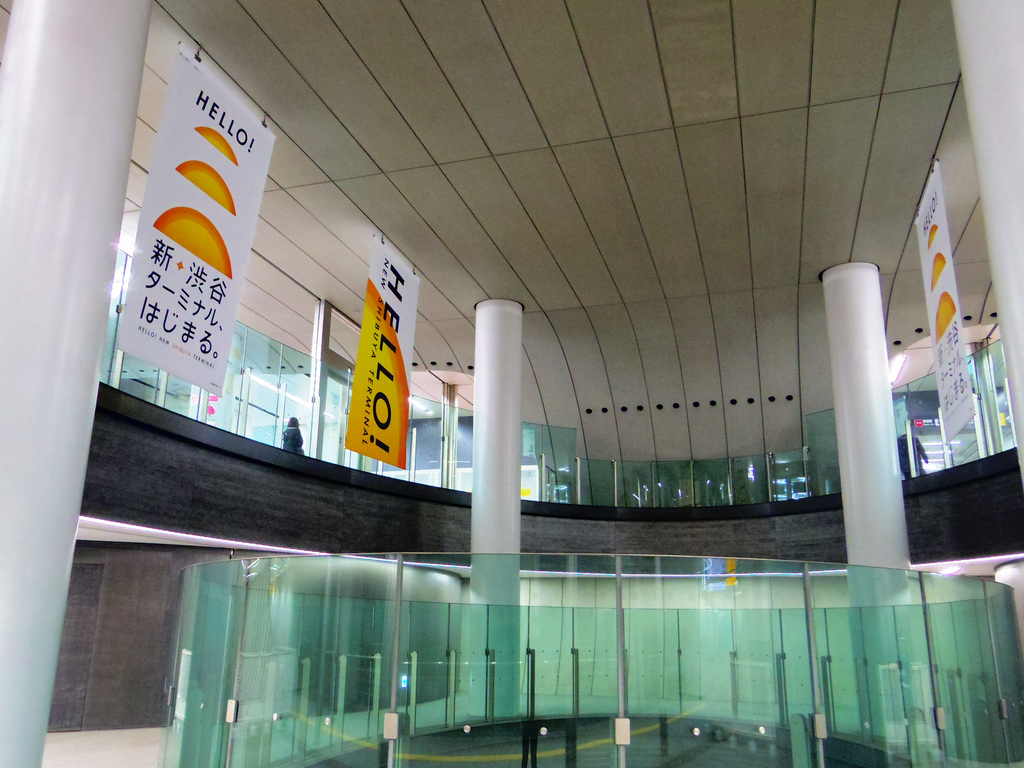
L'atrio
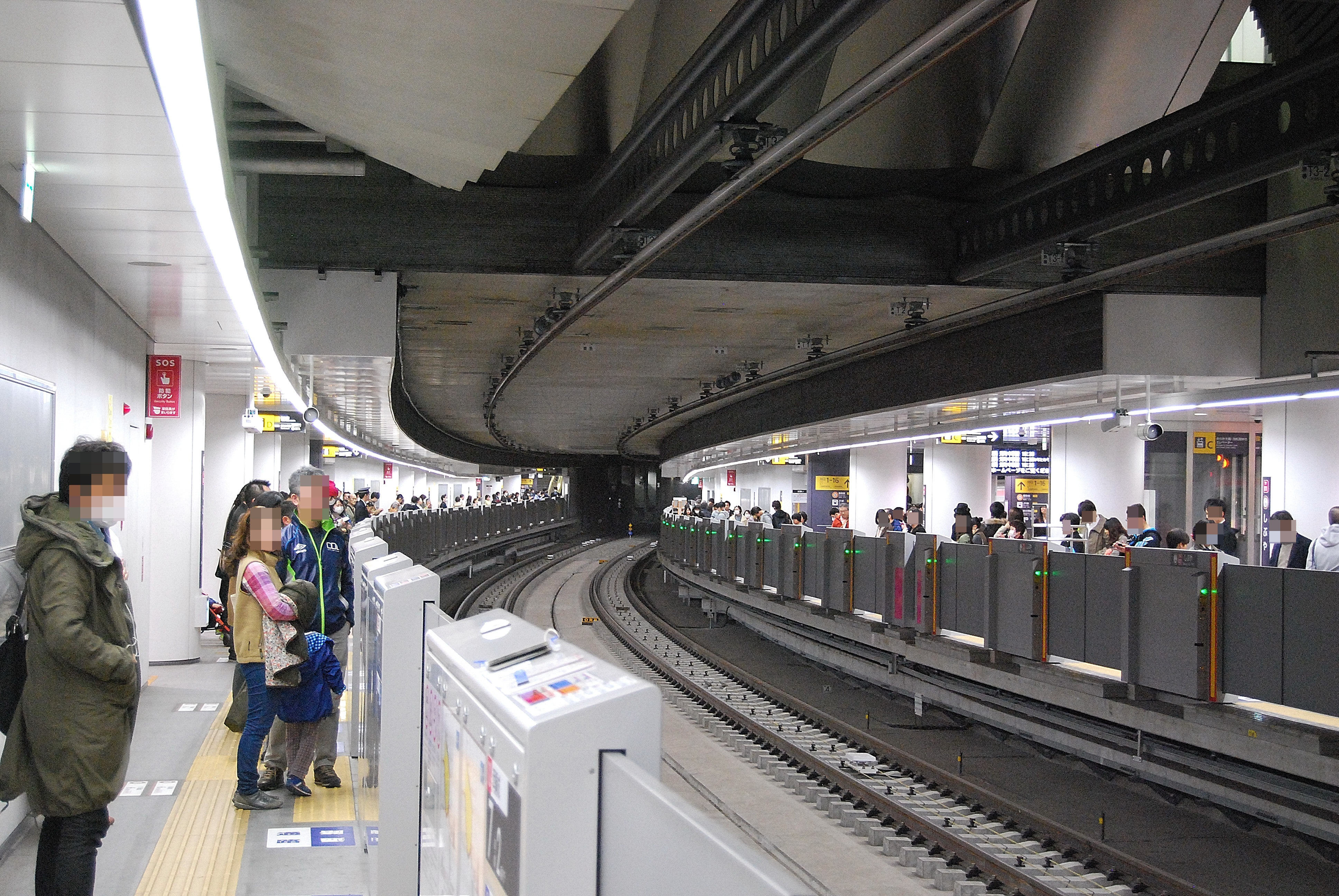
Vista del binario 5 in direzione Ikebukuro
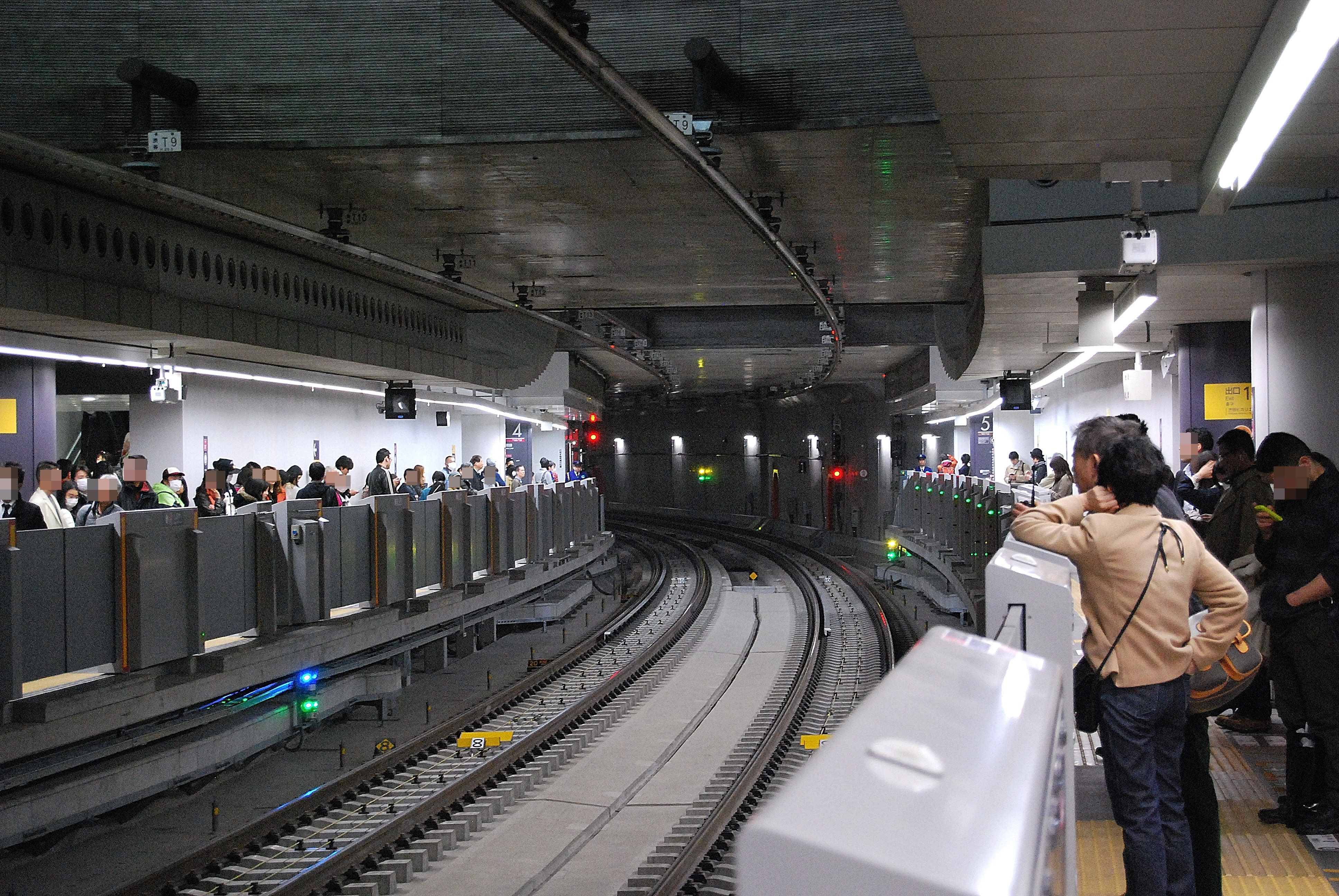
Vista del binario 5 in direzione Daikan-yama
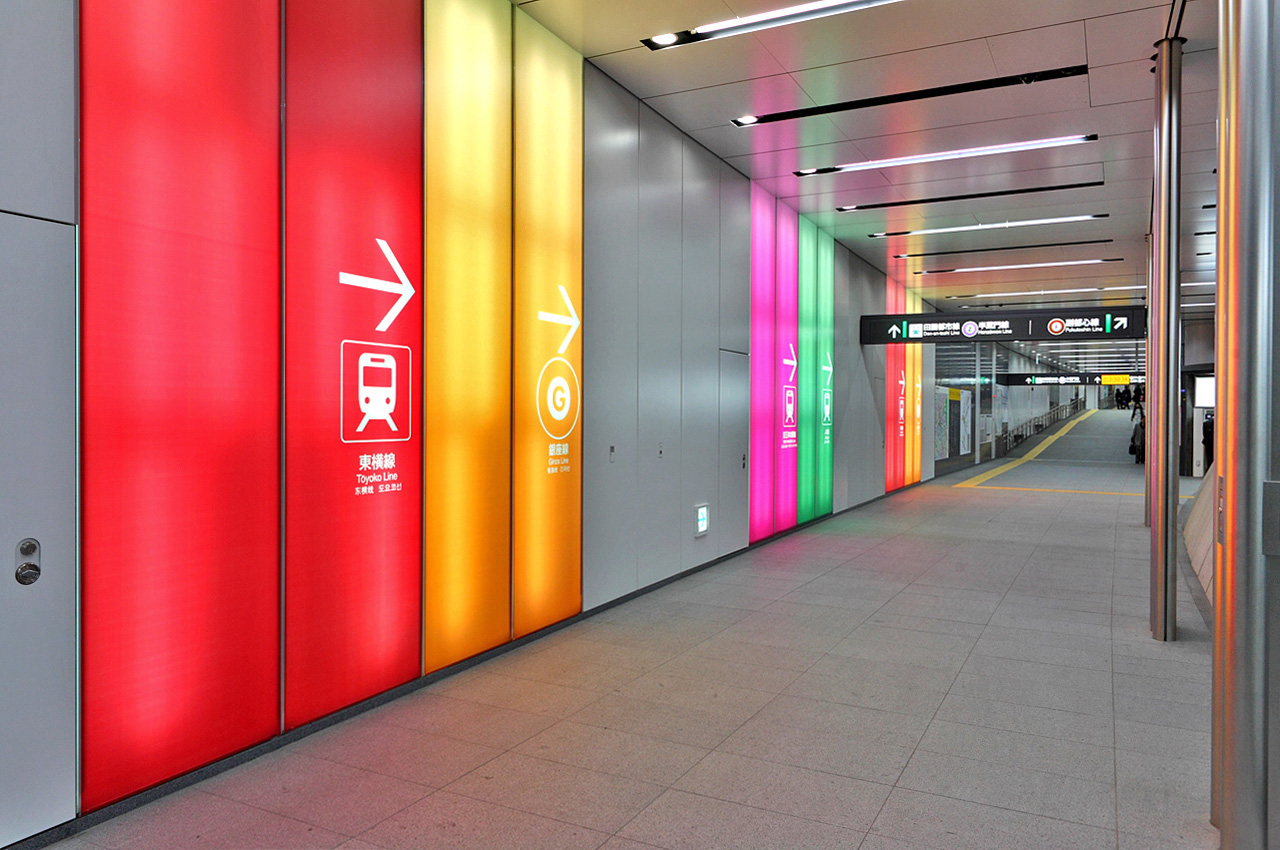
Corridoio di collegamento con i colori delle singole linee (2008)
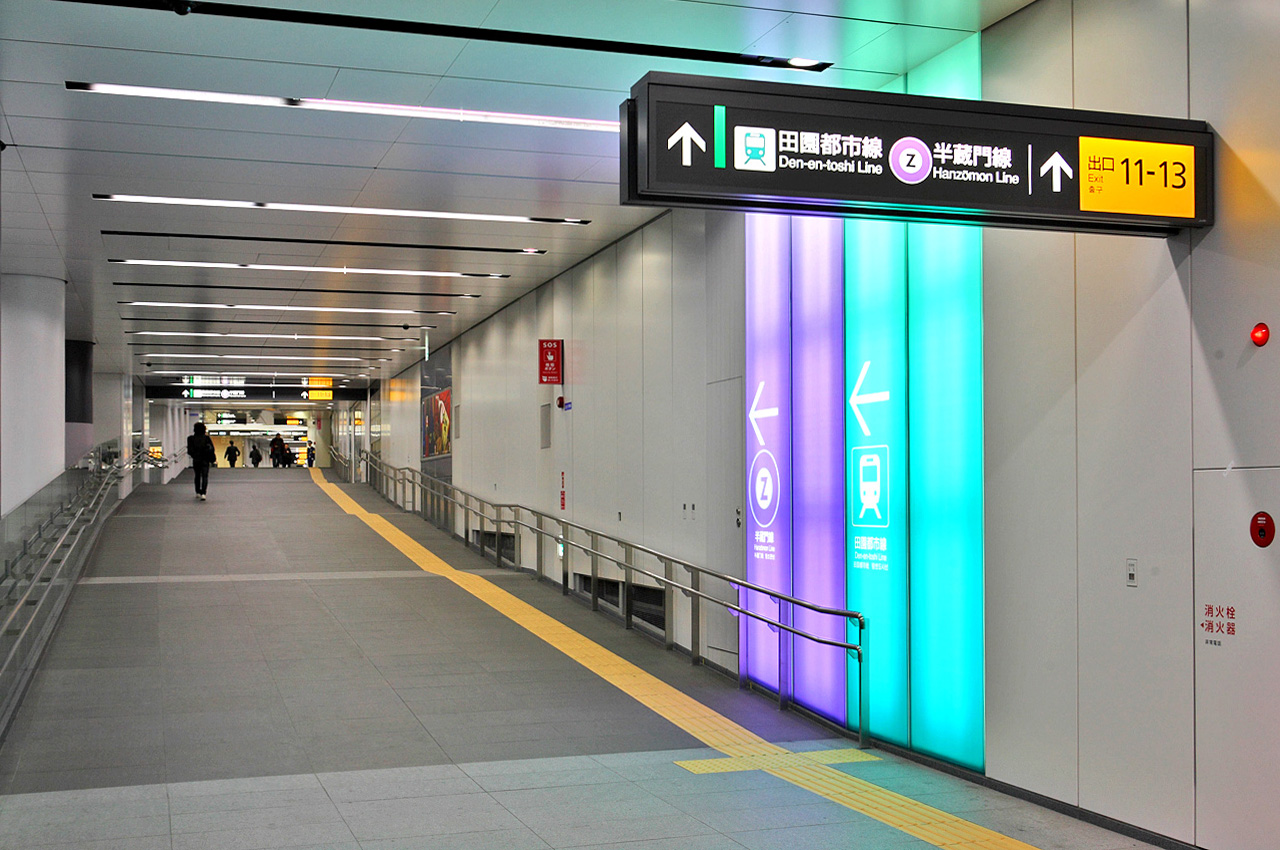
Vista di un altro corridoio
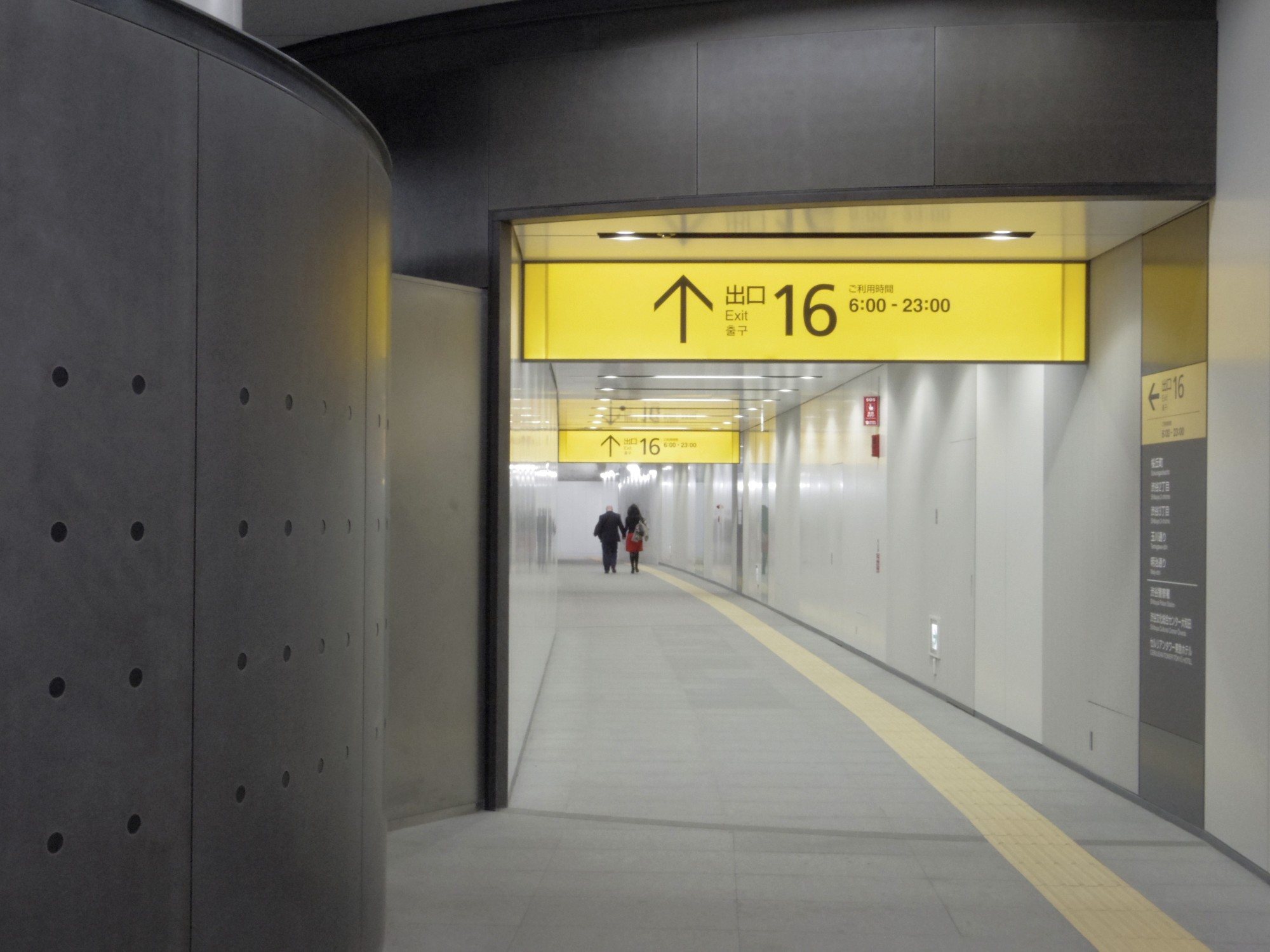
Uscita 16

### Stazione Tokyo Metro linea Ginza

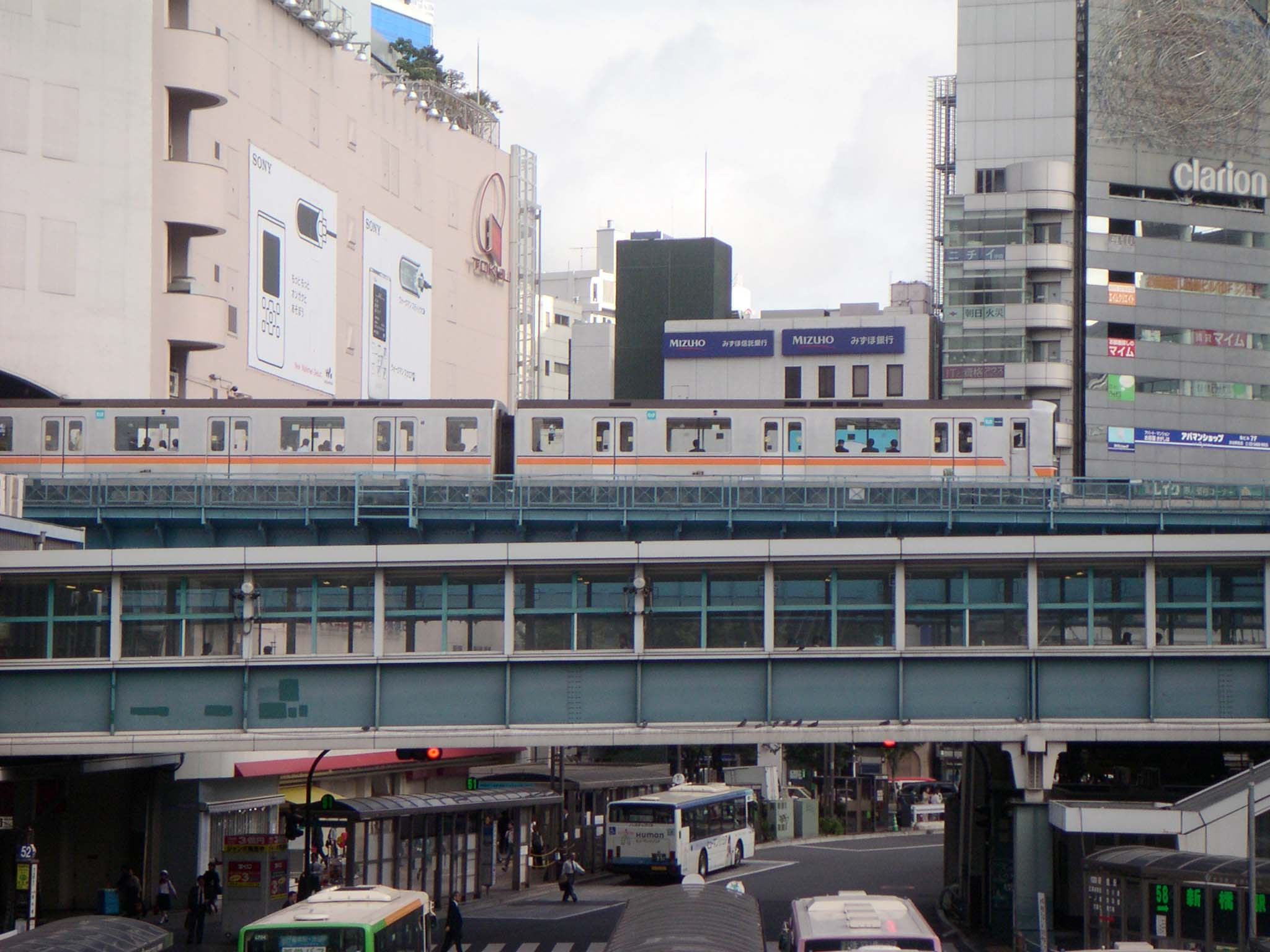
Un convoglio della linea Ginza della metropolitana in viadotto

La linea Ginza arriva in superficie al suo capolinea di Shibuya. La stazione, rinnovata nel gennaio 2020, è costituita da due binari con marciapiede a isola.
| 1 | Linea Ginza |  | Solo discesa passeggeri                    |
| 2 | Linea Ginza |  | per Akasaka-mitsuke, Ginza, Ueno e Asakusa |

### Stazione Keiō linea Inokashira

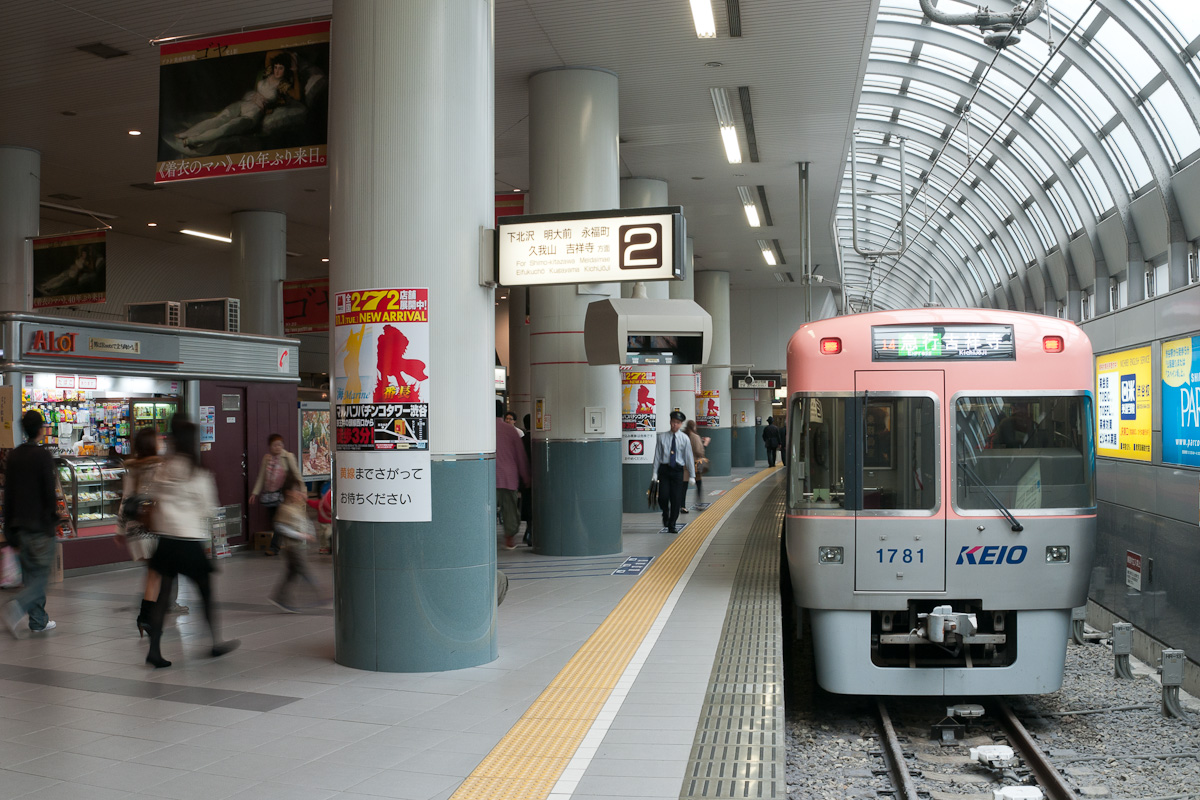
Treno della linea Inokashira pronto ai binari di partenza

La linea Keiō Inokashira termina alla stazione di Shibuya con due binari tronchi su viadotto e un marciapiede centrale. La stazione è direttamente collegata a quella della linea Yamanote della JR da un corridoio con pareti in vetro che permettono di vedere l'incrocio di Shibuya all'esterno.
| 1-2 | ■ Linea Keiō Inokashira |  | per Shimo-Kitazawa, Meidaimae, Eifukuchō e Kichijōji |

## Intorno alla stazione
Intorno alla stazione c'è la zona commerciale di Shibuya. Il Tokyu Department Store è collegato alla stazione mediante l'uscita est e numerosi altri centri commerciali sono a breve distanza dalla stazione.
Famoso l'incrocio presente di fronte a questa stazione, noto come Shibuya Crossing, il quale si può attraversare uscendo dall'uscita Hachiko Statue.
La stazione di Shibuya è inoltre celebre in Giappone e nel resto del mondo per essere stata durante gli anni trenta teatro della triste storia del cane Hachikō, che attese il suo padrone fuori dalla stazione per 10 anni mentre questi era in realtà morto di ictus sul luogo di lavoro. Sul luogo dove aspettava Hachikō, vi è oggi posta una statua in suo onore. La statua uno dei luoghi preferiti dai turisti, ma anche dai giapponesi, che sono soliti darsi appuntamento davanti ad essa.

## Stazioni adiacenti
| «                                 | Servizio                              | »                         |
| Linea Yamanote                    | Linea Yamanote                        | Linea Yamanote            |
| --------------------------------- | ------------------------------------- | ------------------------- |
| Ebisu                             | -                                     | Harajuku                  |
| Linea Shōnan-Shinjuku             |                                       |                           |
| Ebisu                             | Locale                                | Shinjuku                  |
| Ebisu                             | Rapido                                | Shinjuku                  |
| Ōsaki                             | Rapido Speciale                       | Shinjuku                  |
| Linea Saikyō                      |                                       |                           |
| Ebisu                             | Locale Rapido Rapido pendolari        | Shinjuku                  |
| Linea Tōkyū Tōyoko (TY01)         |                                       |                           |
| Capolinea                         | Locale                                | Daikan-yama               |
| Capolinea                         | Espresso E.L. Pendolari Espresso Lim. | Naka-Meguro               |
| Linea Ginza                       |                                       |                           |
| Capolinea                         | -                                     | Omotesandō                |
| Linea Tōkyū Den-en-toshi (DT01)   |                                       |                           |
| Linea Hanzōmon (Z01)              |                                       |                           |
| Ikejiri-Ōhashi Linea Den-en-toshi | Locale Semiespresso                   | Omotesandō Linea Hanzōmon |
| Sangen-jaya Linea Den-en-toshi    | Espresso                              | Omotesandō Linea Hanzōmon |
| Linea Fukutoshin (F16)            |                                       |                           |
| Meiji-Jingūmae 'Harajuku'         | Locale                                | Capolinea                 |
| Shinjuku-Sanchōme                 | Espresso pendolari                    | Capolinea                 |
| Meiji-Jingūmae 'Harajuku'         | Espresso (weekend e festivi)          | Capolinea                 |
| Shinjuku-Sanchōme                 | Espresso (feriale)                    | Capolinea                 |
| Keiō Inokashira Line (IN01)       |                                       |                           |
| Capolinea                         | Locale                                | Shinsen                   |
| Capolinea                         | Espresso                              | Shimo-Kitazawa            |